# 埼玉県中学校一覧
| 総数                                 | 443校・2分校     |
| 国立                                 | 1校              |
| 公立                                 | 412校・2分校     |
| 私立                                 | 30校             |
| 教育委員会所在地                     | 〒330-9301       |
| 埼玉県さいたま市浦和区高砂三丁目15-1 |                  |
| 公式サイト                           | 埼玉県教育委員会 |

埼玉県中学校一覧（さいたまけんちゅうがっこういちらん）は、埼玉県の中学校の一覧。

## 国立中学校
- 埼玉大学教育学部附属中学校

## 公立中学校

### さいたま市

#### 西区
- さいたま市立指扇中学校
- さいたま市立馬宮中学校
- さいたま市立土屋中学校
- さいたま市立大宮西中学校
- さいたま市立宮前中学校
- さいたま市立植水中学校

#### 北区
- さいたま市立日進中学校
- さいたま市立宮原中学校
- さいたま市立植竹中学校
- さいたま市立泰平中学校
- さいたま市立土呂中学校

#### 大宮区
- さいたま市立桜木中学校
- さいたま市立大宮東中学校
- さいたま市立大宮南中学校
- さいたま市立大宮北中学校
- さいたま市立三橋中学校
- さいたま市立大成中学校
- さいたま市立第二東中学校

#### 見沼区
- さいたま市立大砂土中学校
- さいたま市立大宮八幡中学校
- さいたま市立七里中学校
- さいたま市立春里中学校
- さいたま市立大谷中学校
- さいたま市立片柳中学校
- さいたま市立春野中学校

#### 中央区
- さいたま市立与野東中学校
- さいたま市立与野西中学校
- さいたま市立与野南中学校
- さいたま市立八王子中学校

#### 桜区
- さいたま市立大久保中学校
- さいたま市立土合中学校
- さいたま市立田島中学校
- さいたま市立上大久保中学校

#### 浦和区
- さいたま市立浦和中学校
- さいたま市立常盤中学校
- さいたま市立木崎中学校
- さいたま市立本太中学校
- さいたま市立大原中学校

#### 南区
- さいたま市立南浦和中学校
- さいたま市立白幡中学校
- さいたま市立内谷中学校
- さいたま市立大谷場中学校
- さいたま市立大谷口中学校
- さいたま市立岸中学校

#### 緑区
- さいたま市立原山中学校
- さいたま市立東浦和中学校
- さいたま市立美園中学校
- さいたま市立三室中学校
- さいたま市立尾間木中学校
- さいたま市立美園南中学校

#### 岩槻区
- さいたま市立岩槻中学校
- さいたま市立川通中学校
- さいたま市立桜山中学校
- さいたま市立慈恩寺中学校
- さいたま市立城北中学校
- さいたま市立城南中学校
- さいたま市立西原中学校
- さいたま市立柏陽中学校

### 川越市
- 川越市立霞ヶ関中学校
- 川越市立霞ヶ関西中学校
- 川越市立霞ヶ関東中学校
- 川越市立川越第一中学校
- 川越市立川越西中学校
- 川越市立鯨井中学校
- 川越市立城南中学校
- 川越市立砂中学校
- 川越市立高階中学校
- 川越市立高階西中学校
- 川越市立大東中学校
- 川越市立大東西中学校
- 川越市立寺尾中学校
- 川越市立名細中学校
- 川越市立野田中学校
- 川越市立初雁中学校
- 川越市立東中学校
- 川越市立福原中学校
- 川越市立富士見中学校
- 川越市立南古谷中学校
- 川越市立山田中学校
- 川越市立芳野中学校

### 熊谷市
- 熊谷市立荒川中学校
- 熊谷市立大麻生中学校
- 熊谷市立大幡中学校
- 熊谷市立大原中学校
- 熊谷市立熊谷東中学校
- 熊谷市立玉井中学校
- 熊谷市立中条中学校
- 熊谷市立奈良中学校
- 熊谷市立富士見中学校
- 熊谷市立別府中学校
- 熊谷市立三尻中学校
- 熊谷市立吉岡中学校
- 熊谷市立大里中学校
- 熊谷市立妻沼西中学校
- 熊谷市立妻沼東中学校
- 熊谷市立江南中学校

### 川口市
- 川口市立青木中学校
- 川口市立安行中学校
- 川口市立安行東中学校
- 川口市立上青木中学校
- 川口市立神根中学校
- 川口市立岸川中学校
- 川口市立里中学校
- 川口市立北中学校
- 川口市立小谷場中学校
- 川口市立在家中学校
- 川口市立幸並中学校
- 川口市立芝中学校
- 川口市立八幡木中学校
- 川口市立芝東中学校
- 川口市立芝西中学校
  - 川口市立芝西中学校陽春分校夜間学級
- 川口市立十二月田中学校
- 川口市立戸塚中学校
- 川口市立戸塚西中学校
- 川口市立仲町中学校
- 川口市立鳩ヶ谷中学校
- 川口市立西中学校
- 川口市立榛松中学校
- 川口市立東中学校
- 川口市立南中学校
- 川口市立元郷中学校
- 川口市立領家中学校
- 川口市立高等学校附属中学校

### 行田市
- 行田市立忍中学校
- 行田市立行田中学校
- 行田市立長野中学校
- 行田市立見沼中学校
- 行田市立埼玉中学校
- 行田市立太田中学校
- 行田市立西中学校
- 行田市立南河原中学校

### 秩父市
- 秩父市立秩父第一中学校
- 秩父市立秩父第二中学校
- 秩父市立吉田中学校
- 秩父市立尾田蒔中学校
- 秩父市立高篠中学校
- 秩父市立大田中学校
- 秩父市立影森中学校
- 秩父市立荒川中学校

### 所沢市
- 所沢市立上山口中学校
- 所沢市立北野中学校
- 所沢市立向陽中学校
- 所沢市立小手指中学校
- 所沢市立狭山ヶ丘中学校
- 所沢市立中央中学校
- 所沢市立所沢中学校
- 所沢市立富岡中学校
- 所沢市立南陵中学校
- 所沢市立東中学校
- 所沢市立三ヶ島中学校
- 所沢市立美原中学校
- 所沢市立安松中学校
- 所沢市立柳瀬中学校
- 所沢市立山口中学校

### 飯能市
- 奥武蔵創造学園 飯能市立奥武蔵中学校
- 飯能市立加治中学校
- 飯能市立原市場中学校
- 飯能市立飯能第一中学校
- 飯能市立飯能西中学校
- 飯能市立美杉台中学校
- 飯能市立南高麗中学校

### 加須市
- 加須市立昭和中学校
- 加須市立加須西中学校
- 加須市立加須東中学校
- 加須市立加須北中学校
- 加須市立加須平成中学校
- 加須市立騎西中学校
- 加須市立北川辺中学校
- 加須市立大利根中学校

### 本庄市
- 本庄市立本庄西中学校
- 本庄市立本庄東中学校
- 本庄市立本庄南中学校
- 本庄市立児玉中学校

### 東松山市
- 東松山市立北中学校
- 東松山市立白山中学校
- 東松山市立東中学校
- 東松山市立松山中学校
- 東松山市立南中学校

### 春日部市
- 春日部市立春日部中学校
- 春日部市立東中学校
- 春日部市立豊春中学校
- 春日部市立武里中学校
- 春日部市立春日部南中学校
- 春日部市立大沼中学校
- 春日部市立豊野中学校
- 春日部市立緑中学校
- 春日部市立大増中学校
- 春日部市立江戸川小中学校
- 春日部市立葛飾中学校
- 春日部市立飯沼中学校

### 狭山市
- 狭山市立入間川中学校
- 狭山市立入間野中学校
- 狭山市立柏原中学校
- 狭山市立狭山台中学校
- 狭山市立山王中学校
- 狭山市立中央中学校
- 狭山市立西中学校
- 狭山市立堀兼中学校

### 羽生市
- 羽生市立西中学校
- 羽生市立南中学校
- 羽生市立東中学校

### 鴻巣市
- 鴻巣市立赤見台中学校
- 鴻巣市立鴻巣北中学校
- 鴻巣市立鴻巣中学校
- 鴻巣市立鴻巣西中学校
- 鴻巣市立鴻巣南中学校
- 鴻巣市立吹上中学校
- 鴻巣市立吹上北中学校
- 鴻巣市立川里中学校

### 深谷市
- 深谷市立深谷中学校
- 深谷市立上柴中学校
- 深谷市立藤沢中学校
- 深谷市立幡羅中学校
- 深谷市立明戸中学校
- 深谷市立豊里中学校
- 深谷市立岡部中学校
- 深谷市立花園中学校
- 深谷市立川本中学校
- 深谷市立南中学校

### 上尾市
- 上尾市立上尾中学校
- 上尾市立大石中学校
- 上尾市立大石南中学校
- 上尾市立大谷中学校
- 上尾市立上平中学校
- 上尾市立瓦葺中学校
- 上尾市立太平中学校
- 上尾市立西中学校
- 上尾市立原市中学校
- 上尾市立東中学校
  - 上尾市立東中学校向原分校
- 上尾市立南中学校

### 草加市
- 草加市立草加中学校
- 草加市立栄中学校
- 草加市立谷塚中学校
- 草加市立川柳中学校
- 草加市立新栄中学校
- 草加市立瀬崎中学校
- 草加市立花栗中学校
- 草加市立両新田中学校
- 草加市立新田中学校
- 草加市立青柳中学校
- 草加市立松江中学校

### 越谷市
- 越谷市立栄進中学校
- 越谷市立大相模中学校
- 越谷市立大袋中学校
- 越谷市立北中学校
- 越谷市立光陽中学校
- 越谷市立新栄中学校
- 越谷市立千間台中学校
- 越谷市立中央中学校
- 越谷市立西中学校
- 越谷市立東中学校
- 越谷市立平方中学校
- 越谷市立富士中学校
- 越谷市立北陽中学校
- 越谷市立南中学校
- 越谷市立武蔵野中学校

### 蕨市
- 蕨市立第一中学校
- 蕨市立第二中学校
- 蕨市立東中学校

### 戸田市
- 戸田市立喜沢中学校
- 戸田市立笹目中学校
- 戸田市立戸田中学校
- 戸田市立戸田東中学校
- 戸田市立新曽中学校
- 戸田市立美笹中学校

### 入間市
- 入間市立豊岡中学校
- 入間市立金子中学校
- 入間市立武蔵中学校
- 入間市立藤沢中学校
- 入間市立西武中学校
- 入間市立向原中学校
- 入間市立黒須中学校
- 入間市立東金子中学校
- 入間市立上藤沢中学校
- 入間市立東町中学校
- 入間市立野田中学校

### 朝霞市
- 朝霞市立朝霞第一中学校
- 朝霞市立朝霞第二中学校
- 朝霞市立朝霞第三中学校
- 朝霞市立朝霞第四中学校
- 朝霞市立朝霞第五中学校

### 志木市
- 志木市立志木中学校
- 志木市立志木第二中学校
- 志木市立宗岡中学校
- 志木市立宗岡第二中学校

### 和光市
- 和光市立大和中学校
- 和光市立第二中学校
- 和光市立第三中学校

### 新座市
- 新座市立新座中学校
- 新座市立第二中学校
- 新座市立第三中学校
- 新座市立第四中学校
- 新座市立第五中学校
- 新座市立第六中学校

### 桶川市
- 桶川市立桶川中学校
- 桶川市立桶川東中学校
- 桶川市立桶川西中学校
- 桶川市立加納中学校

### 久喜市
- 久喜市立久喜中学校
- 久喜市立久喜南中学校
- 久喜市立久喜東中学校
- 久喜市立太東中学校
- 久喜市立菖蒲中学校
- 久喜市立栗橋東中学校
- 久喜市立栗橋西中学校
- 久喜市立鷲宮中学校
- 久喜市立鷲宮東中学校
- 久喜市立鷲宮西中学校

### 北本市
- 北本市立北本中学校
- 北本市立西中学校
- 北本市立東中学校
- 北本市立宮内中学校

### 八潮市
- 八潮市立八潮中学校
- 八潮市立大原中学校
- 八潮市立八條中学校
- 八潮市立八幡中学校
- 八潮市立潮止中学校

### 富士見市
- 富士見市立富士見台中学校
- 富士見市立本郷中学校
- 富士見市立東中学校
- 富士見市立西中学校
- 富士見市立勝瀬中学校
- 富士見市立水谷中学校

### 三郷市
- 三郷市立南中学校
- 三郷市立北中学校
- 三郷市立栄中学校
- 三郷市立彦成中学校
- 三郷市立彦糸中学校
- 三郷市立前川中学校
- 三郷市立早稲田中学校
- 三郷市立瑞穂中学校

### 蓮田市
- 蓮田市立蓮田中学校
- 蓮田市立平野中学校
- 蓮田市立黒浜中学校
- 蓮田市立蓮田南中学校
- 蓮田市立黒浜西中学校

### 坂戸市
- 坂戸市立坂戸中学校
- 坂戸市立住吉中学校
- 坂戸市立若宮中学校
- 坂戸市立城山中学校
- 坂戸市立千代田中学校
- 坂戸市立浅羽野中学校
- 坂戸市立桜中学校

### 幸手市
- 幸手市立幸手中学校
- 幸手市立東中学校
- 幸手市立西中学校

### 鶴ヶ島市
- 鶴ヶ島市立鶴ヶ島中学校
- 鶴ヶ島市立藤中学校
- 鶴ヶ島市立西中学校
- 鶴ヶ島市立富士見中学校
- 鶴ヶ島市立南中学校

### 日高市
- 日高市立高麗川中学校
- 日高市立高麗中学校
- 日高市立高萩小中学校
- 日高市立高萩北中学校
- 日高市立高根小中学校
- 日高市立武蔵台小中学校

### 吉川市
- 吉川市立東中学校
- 吉川市立南中学校
- 吉川市立中央中学校
- 吉川市立吉川中学校

### ふじみ野市
- ふじみ野市立福岡中学校
- ふじみ野市立葦原中学校
- ふじみ野市立花の木中学校
- ふじみ野市立大井中学校
- ふじみ野市立大井西中学校
- ふじみ野市立大井東中学校

### 白岡市
- 白岡市立篠津中学校
- 白岡市立菁莪中学校
- 白岡市立南中学校
- 白岡市立白岡中学校

### 北足立郡
- 埼玉県立伊奈学園中学校
- 伊奈町立伊奈中学校
- 伊奈町立小針中学校
- 伊奈町立南中学校

### 入間郡
- 三芳町立藤久保中学校
- 三芳町立三芳中学校
- 三芳町立三芳東中学校
- 毛呂山町立川角中学校
- 毛呂山町立毛呂山中学校
- 越生町立越生中学校

### 比企郡
- 滑川町立滑川中学校
- 嵐山町立菅谷中学校
- 嵐山町立玉ノ岡中学校
- 小川町立東中学校
- 小川町立西中学校
- 小川町立欅台中学校
- 川島町立川島中学校
- 川島町立西中学校
- 吉見町立吉見中学校
- 鳩山町立鳩山中学校
- ときがわ町立玉川中学校
- ときがわ町立都幾川中学校

### 秩父郡
- 横瀬町立横瀬中学校
- 皆野町立皆野中学校
- 長瀞町立長瀞中学校
- 小鹿野町立小鹿野中学校
- 東秩父村立東秩父中学校

### 児玉郡
- 美里町立美里中学校
- 神川町立神川中学校
- 上里町立上里中学校
- 上里町立上里北中学校

### 大里郡
- 寄居町立寄居中学校
- 寄居町立城南中学校
- 寄居町立男衾中学校

### 南埼玉郡
- 宮代町立須賀中学校
- 宮代町立百間中学校
- 宮代町立前原中学校

### 北葛飾郡
- 杉戸町立杉戸中学校
- 杉戸町立東中学校
- 杉戸町立広島中学校
- 松伏町立松伏中学校
- 松伏町立松伏第二中学校

## 私立中学校

### さいたま市

#### 西区
- 埼玉栄中学校

#### 大宮区
- 大宮開成中学校

#### 見沼区
- 栄東中学校

#### 中央区
- 淑徳与野中学校

#### 南区
- 浦和実業学園中学校

#### 緑区
- 青山学院大学系属浦和ルーテル学院中学校
- 浦和明の星女子中学校

#### 岩槻区
- 開智中学校

### 川越市
- 秀明中学校
- 城北埼玉中学校
- 城西川越中学校
- 星野学園中学校

### 飯能市
- 自由の森学園中学校
- 聖望学園中学校

### 加須市
- 開智未来中学校

### 本庄市
- 本庄東高等学校附属中学校
- 本庄第一中学校

### 東松山市
- 東京農業大学第三高等学校附属中学校

### 春日部市
- 春日部共栄中学校

### 狭山市
- 西武学園文理中学校

### 深谷市
- 東京成徳大学深谷中学校

### 越谷市
- 獨協埼玉中学校

### 蕨市
- 武南中学校

### 入間市
- 狭山ヶ丘高等学校付属中学校

### 新座市
- 西武台新座中学校
- 立教新座中学校

### 北足立郡
- 国際学院中学校

### 入間郡
- 埼玉平成中学校

### 比企郡
- 大妻嵐山中学校

### 北葛飾郡
- 昌平中学校